# Gaspar van Weerbeke

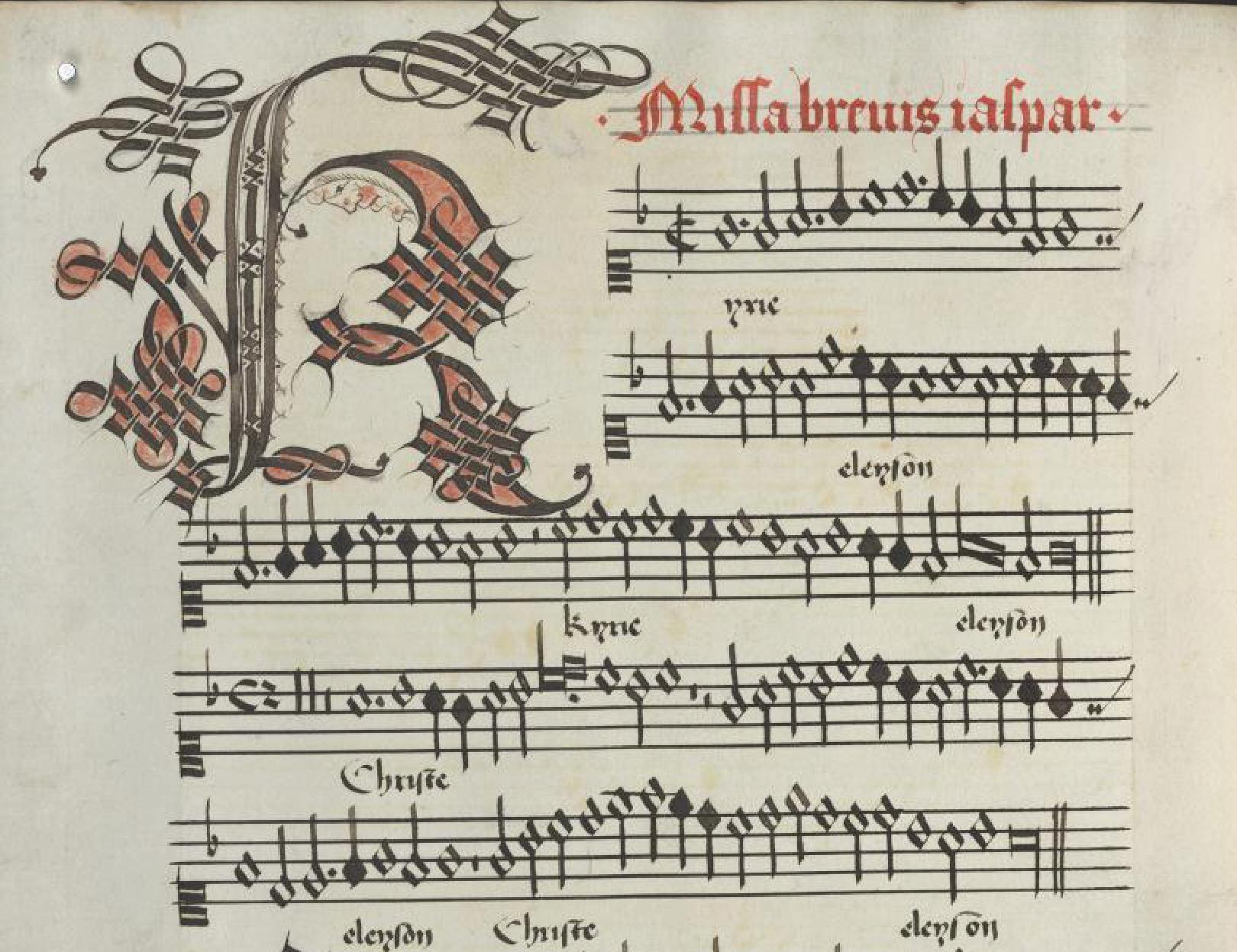
Missa brevis von Gaspar van Weerbeke

Gaspar van Weerbeke (* um 1445 in Oudenaarde, Flandern; † nach 1517 in Mainz (unsicher)) war ein franko-flämischer Komponist und Sänger der Renaissance.

## Leben und Wirken
Gaspar van Weerbeke wurde als nichteheliches Kind geboren und wuchs im franko-flämischen Raum auf. Über seine geistliche und musikalische Ausbildung gibt es keine Informationen, aber es wird angenommen, dass er seine Ausbildung an der Maîtrise von St. Walburga in Oudenaarde erhalten hat.
Gesicherte Informationen gibt es erst ab seiner Zeit in Mailand, wo er ab dem Winter 1471/72 in den Dienst des dortigen Herzogs Galeazzo Maria Sforza trat und dort bald zum einflussreichsten Mitglied der Sängerkapelle wurde. Neben seiner Tätigkeit als Sänger und Komponist war er ab Januar 1472 aktiv damit beschäftigt, neue Sänger für die herzogliche Kapelle zu rekrutieren. Während seine Kollegen in Ferrara, Rom und Neapel nach neuen Sängern suchten, scheint Gaspar zu diesem Zweck ab April 1472 und ab 18. Januar 1473 Reisen nach Burgund, Frankreich und in seine Heimat gemacht zu haben. Wenige Jahre später gehörte die Mailänder Hofkapelle zu den herausragenden Institutionen dieser Art in Italien. Ein Inventarverzeichnis der Kapelle vom 15. Juli 1474 bezeugt 18 cantori di camera (Kammersänger) unter Weerbekes Leitung („vice-abbate“) und 22 cantori di cappella (Kapellsänger) unter der Leitung von Antonio Guinati. Zu den neu angeworbenen Mitgliedern dieses Ensembles gehörten unter anderen auch Loyset Compère, Jehan Fresneau und Johannes Martini, welche neben Weerbeke Kompositionen beisteuerten. Der Herzog war mit Gaspar sehr zufrieden und bedachte ihn im Laufe seiner Dienstzeit mit lukrativen Benefizien, darunter auch mit einer Rente von 40 Dukaten auf die Präpositur von San Lorenzo in Lodi.
Nach der Ermordung des Herzogs am 26. Dezember 1476 begann der Niedergang der Mailänder Hofkapelle, nachdem die Witwe des Herzogs beschlossen hatte, die Kapelle zu verkleinern. Viele Mitglieder der Kapelle mussten diese verlassen, darunter auch Compère und Fresneau, und fanden in Ferrara am Hof der d’Este eine neue Anstellung. Weerbeke dagegen blieb noch vier weitere Jahre im Dienst der Sforza und ging dann im Winter 1480/81 zur päpstlichen Kapelle nach Rom. Dort blieb er bis Mitte April 1489. Seine bedeutendsten Kollegen waren hier Josquin Desprez und Marbriano de Orto. In dieser Zeit bekam er auch ein Angebot zur Rückkehr an den Mailänder Hof, was er aber im April 1482 ausschlug. Wie viele andere päpstliche Sänger wurde er im Mai 1483 Mitglied der Fraternità di Santo Spirito e Santa Maria in Saxia.
Im April 1489 kehrte Gaspar nach Mailand zurück, wo inzwischen Ludovico Sforza, genannt „Il Moro“ regierte; er nahm hier seine früheren Aufgaben wahr und ging erneut auf Reisen nach Florenz und in seine Heimat, um neue Kapellmitglieder zu verpflichten. In seiner Geburtsstadt Oudenaarde wurde er mit großen Ehren als „sanckmeester van den herthoge van melanen“ empfangen. Unstimmigkeiten zwischen Gaspar und seinem Dienstherrn gehen aus einem Brief des letzteren an den Sänger und Komponisten Jean Cordier hervor, wo es um eine nicht genehmigte Abreise Weerbekes aus Mailand und um die mangelnde Qualität eines verpflichteten Sängers ging. In den 1490er Jahren hatte der Komponist Verbindungen zur Hofkapelle von Philipp dem Schönen (Regierungszeit 1482–1506) in Burgund, wo er, wie sein Kollege Pierre de la Rue, in der Grande Chapelle des Herzogs sang, woraus sich Benefizien in den Diözesen Utrecht und Thérouanne ergaben. Gaspar erscheint auch in den Registern der Kollegiatkirche St. Donatian in Brügge in den Jahren 1495 bis 1498, und er hatte offenbar in dieser Zeit auch Kontakt zu den Komponisten am französischen Hof, denn sein Name erscheint in Guillaume Crétins Déploration auf den Tod von Johannes Ockeghem 1497 mit den Namen der anderen Kapellmitglieder. Er blieb aber wohl bis 1499 prinzipiell in Mailänder Diensten.
Die kriegerischen Auseinandersetzungen zwischen Frankreich und Mailand im September 1499 zwangen Gaspar van Weerbeke, Mailand endgültig zu verlassen, nachdem die Stadt von französischen Truppen eingenommen worden war. Ein Angebot aus Ferrara von Herzog Ercole I. d’Este vom November 1499 lehnte Weerbeke ab; er kehrte nach Rom zurück und diente als Sänger der päpstlichen Kapelle ab dem Jahr 1500 mindestens bis Ende 1515. Im Jahr 1514 trat er als Dominus Jasper Werbeke Cantor Capellae papalis der Bruderschaft Campo Santo dei Teutonici e Fiamminghi in Rom bei. Papst Leo X. gewährte ihm am 1. November 1515 die Anwartschaft auf frei werdende Benefizien in den Diözesen Cambrai und Tournai, die ihm jährlich 200 Golddukaten einbrachten. Gegen Ende seines Lebens scheint Gaspar van Weerbeke nach Deutschland gegangen zu sein: am 1. November 1517 wird er in den Akten der Kirche Sancta Maria ad Gradus in Mainz als Kanonikus vermerkt. Wohl bald danach ist er an unbekanntem Ort verstorben.

## Bedeutung
Die hohe Wertschätzung Gaspar van Weerbekes in Italien zeigt sich darin, dass etwa zwei Drittel seiner überlieferten Werke bei dem Verleger Ottaviano dei Petrucci im Druck erschienen sind. Sein Schaffen konzentrierte sich auf die geistliche Musik des Messordinariums und der Motette. Neben Loyset Compère, Johannes Martini und anderen Komponisten hat er mit den so genannten Motetti missales (motettische Stücke an den liturgischen Orten der Messteile) einen neuartigen Typ von Sakralmusik geschaffen, der durch einen ausgewogenen Wechsel zwischen durchimitierten und homophonen Abschnitten sowie durch eine textdarstellende Vertonung (Syllabik) charakterisiert ist. Diese sechs- bis neunteiligen Gruppen von Motetten stellen wegen ihrer satztechnischen Merkmale in der Geschichte der Motette einen wichtigen Zwischenschritt zur durchimitierten Motette der Josquin-Zeit dar. In seiner prägnanten Satztechnik verlässt er das weitschweifende polyphone Linienspiel seiner franko-flämischen Zeitgenossen und ist offenkundig von den volkstümlich-italienischen mehrstimmigen Vorbildern seiner Wahlheimat beeinflusst. In seiner Messe „Et trop penser“ gibt es Ähnlichkeiten mit der gleichnamigen Messe von Heinrich Isaac; beide verweisen auf Frühformen der Parodiemesse.
Gaspar van Weerbeke ist in seinen Messen offenbar von der von Guillaume Dufay in seinen Spätwerken mustergültig ausgebildeten Cantus-firmus-Messe ausgegangen. Er hat sich aber im Laufe seiner Entwicklung mit den vielfältigen Möglichkeiten auseinandergesetzt, wie ein vorgegebenes Cantus-firmus-Material behandelt werden kann und wie die Parodie mehrstimmiger Vorlagen herbeigeführt werden kann. Von den ästhetischen Konzepten seiner in der Heimat verbliebenen Kollegen hebt er sich durch seine manchmal plakative Textdarstellung und durch die Anwendung kompositorischer Mittel verschiedenster Herkunft ab. Im Gegensatz zu seinem Kollegen Loyset Compère aus der Mailänder Hofkapelle besitzt Gaspar van Weerbeke kaum eine Neigung zu extravaganten Experimenten in der Komposition, sondern er strebt nach abgerundeten Formen, die auf traditionelle Muster zurückgehen und deren Neuheit darauf beruht, franko-flämische und volkstümlich-italienische Stilelemente ausgewogen miteinander zu kombinieren.

## Werke
Gesamtausgabe: Gaspar van Weerbeke. Collected Works, herausgegeben von G. Croll / Eric F. Fiedler / Andrea Lindmayr-Brandl, Neuhausen 1998.
- Messen und Messensätze (alle zu vier Stimmen)
  - Missa „Ave regina coelorum“, 1507
  - Missa brevis
  - Missa „Et trop penser“, 1507
  - Missa „N’as tu pas veux“, 1509
  - Missa octavi toni, 1507
  - Missa „O Venus banth“, 1507
  - Missa „Princesse d’amourettes“
  - Missa „Se mieulx ne vient“
  - Credo, 1505
  - Credo cardinale, 1505
- Motettenzyklen (Motetti missales; alle zu vier Stimmen)
  - „Ave mundi domina“, bestehend aus:
    - Ave mundi domina
    - Ave mater gloriosa
    - Salve virgo virginum
    - Anima mea liquefacta est
    - Ave regina caelorum, ave
    - Quem terra pontus aethera
    - O virginum praeclara
    - Fit porta Christi

  - „Quam pulchra es“, bestehend aus
    - Quam pulchra es
    - Alma redemptoris mater
    - Salve virgo salutata
    - O pulcherrima mulierum
    - Ave regina coelorum mater
    - O Maria clausus ortus
    - Mater patris fillia mulierum
    - Tota pulchra es anima mea

  - „In honorem Sancti Spiritus“, bestehend aus
    - Spiritus Domini replevit orbem
    - Veni Sancte Spiritus
    - Beata gens cuius est Dominus
    - Confirma hoc Deus
    - Sancti Spiritus adsit nobis gratia
    - Loquebantur variis linguis
    - Factus est repente de caelo
- Magnificat und Lamentationen
  - Magnificat octavi toni zu vier Stimmen
  - Lamentationes Jeremiae zu vier Stimmen, 1506
- Motetten
  - „Adonay sanctissime Domine Deus“ zu vier Stimmen
  - „Anima Christi sanctifica me“ zu vier Stimmen, 1503
  - „Ave domina sancta Maria“ zu vier Stimmen, 1502
  - „Ave mater omnium“ zu vier Stimmen, 1505
  - „Ave regina caelorum“, Tenormotette zu vier Stimmen
  - „Ave stella matutina“ zu vier Stimmen, 1505
  - „Ave verum corpus“ zu vier Stimmen, 1503
  - „Christi mater ave sanctissima“ zu vier Stimmen, 1502
  - „Dulcis amica Dei digna“/„Da pacem Domine“, Tenormotette zu fünf Stimmen, 1508
  - „Ibo mihi ad montem mirrhe“ zu vier Stimmen, 1502
  - „Mater digna Dei“ zu vier Stimmen, 1502
  - „O beate Sebastiane“ zu vier Stimmen, 1505
  - „O pulcherrima mulierum surge“ zu vier Stimmen, 1502
  - „Panis angelicus“ zu vier Stimmen, 1503; anonym als „Ave panis angelorum“, 1508 (Zuweisung unsicher)
  - „Salve sancta parens“ zu vier Stimmen, 1505
  - „Stabat mater dolorosa“/„Vidi speciosam“, Tenormotette zu fünf Stimmen
  - „Tenebrae factae sunt“ zu vier Stimmen, 1503
  - „Verbum caro factum est“ zu vier Stimmen, 1503; anonym als „O inextimabilis“ bzw. „Ave nostra salus“, 1503
  - „Vidi speciosam sicut columbam“ zu vier Stimmen, 1502
  - „Virgo Maria, non est tibi similis“ zu vier Stimmen, 1502
- Chansons (Zuschreibung teilweise unsicher)
  - „Bon temps“/„Adieu mes amours“ zu vier Stimmen, unvollständig
  - „Que fait le cocu au bois“ zu vier Stimmen, unvollständig
  - „Vray Dieu que payne m’esse“ zu vier Stimmen, 1504 (auch Compère und Pipelare zugeschrieben)
  - „Sans regretz“ zu drei Stimmen (teilweise „Jaspar“ zugeschrieben)
- Werke mit unterschiedlichen Autorenzuschreibungen
  - „Ave panis angelorum“ (Überarbeitung zu „Panis angelicus“, 1508)
  - „Ce n’est pas sans“ und „Du bon du cueur“ (Ähnlichkeiten mit „La stangetta“)
  - „La stangetta“ zu drei Stimmen (Instrumentalkomposition), „Uurbech“ zugeschrieben, in anderen Quellen auch Isaac und Obrecht
  - Missa „Une mousse de Biscaye“
  - „O inextimabilis“, „Ave nostra salus“, 1508 (Überarbeitungen zu „Verbum caro factum est“)
  - „O Venus bant“ zu drei Stimmen (Gaspar und Josquin zugeschrieben)
  - „Plaine d’ennuy“/„Anima mea“